# Cementiri de Santo Amaro de la Corunya
|  | Per a altres significats, vegeu «Cementiri de Santo Amaro de Pontevedra». |

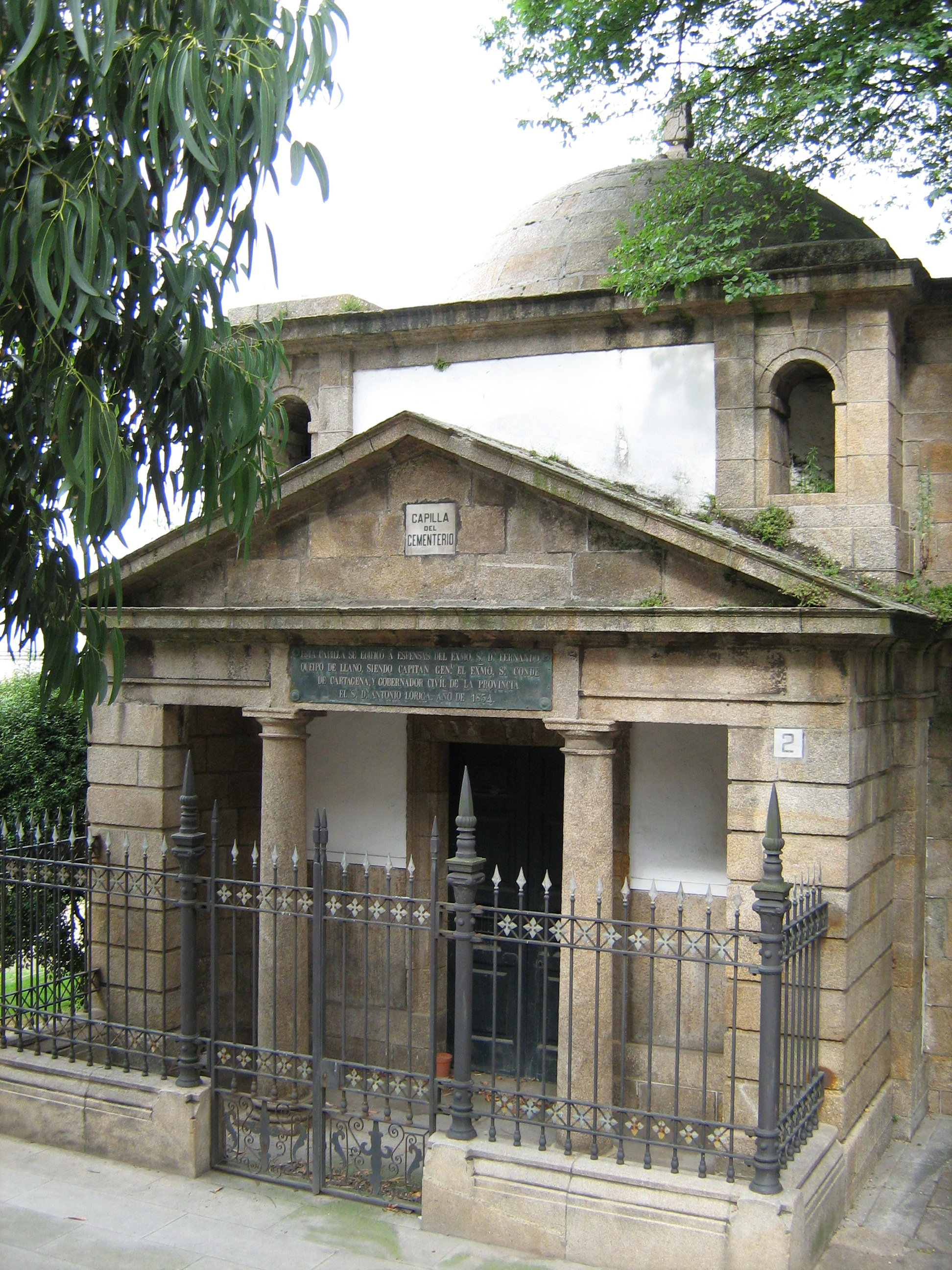
Capella de Sant Amaro

El cementiri de Santo Amaro, també conegut com a cementiri de San Amaro (en gallec: cemiterio de Santo Amaro) és un cementiri situat a la Corunya, inaugurat l'any 1812.
La superfície del cementiri és de més de 26 000 m² i està compost per tres àmbits, el religiós, el civil i el britànic. Aquest últim és tancat i és propietat del Regne Unit.

## Història

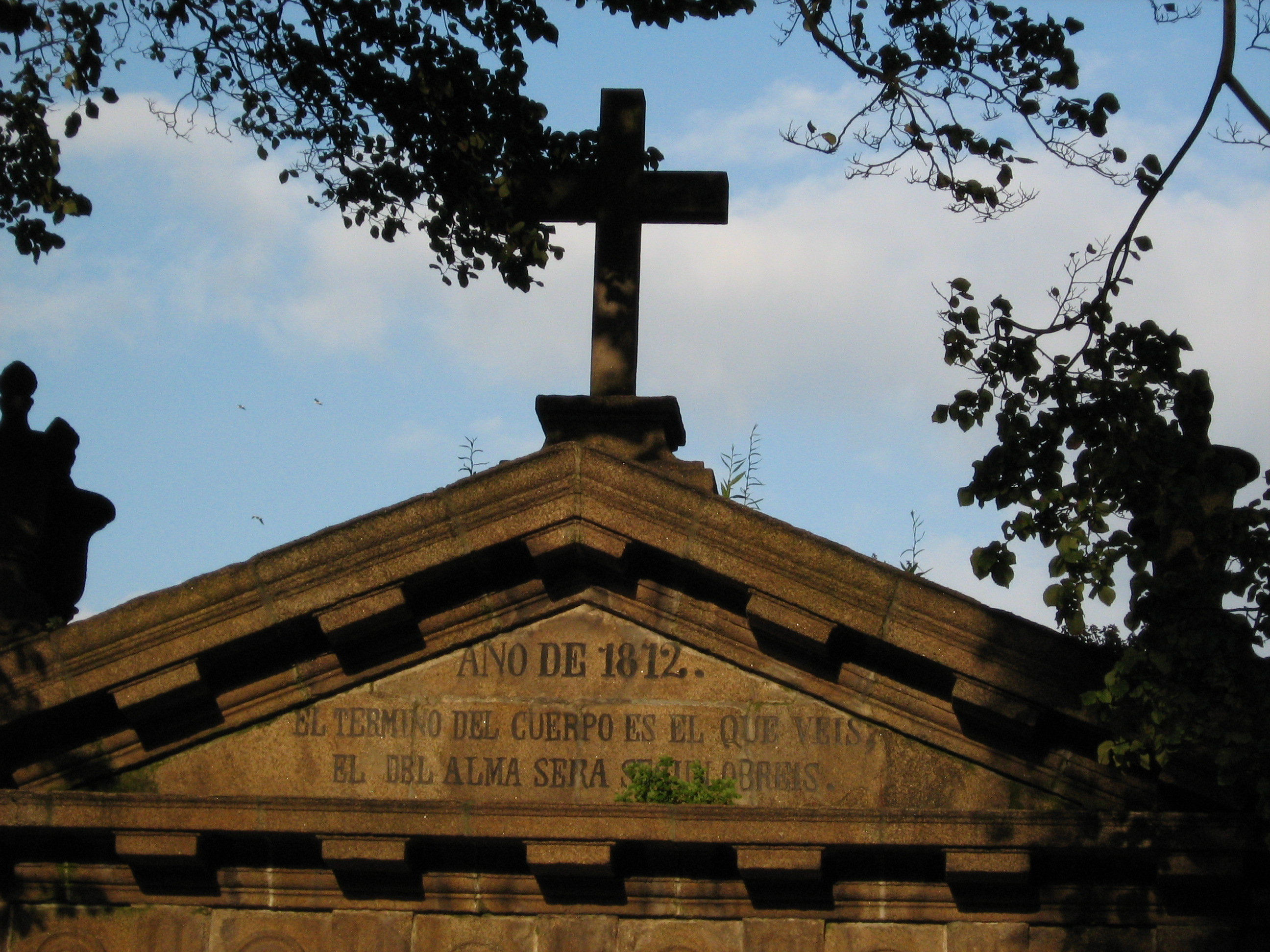
Frontó a l'entrada

Els primers enterraments a la zona daten de 1781.
L'any 1812 va entrar en vigor a la Corunya la llei que prohibeix els enterraments a les esglésies i al seu entorn. Per això, el cementiri de Santo Amaro es va construir segons el projecte de Fernando Domínguez Romay, que el va projectar amb forma quadrangular i dividit en quatre zones, corresponents a les quatre parròquies de la Corunya d'aquella època, Santa María, Santiago, San Xurxo i Sant Nicolau Les obres van tenir lloc entre el maig de 1812 i la seva inauguració el 9 de novembre del mateix any.
La capella neoclàssica de l'entrada del cementiri es va aixecar l'any 1833, obra d'Alejo Andrade Yáñez, a partir del projecte de Juan de Villanueva per al Cementiri General Nord de Madrid, que mai es va construir. La capella ja estava en el projecte inicial, però no es va poder construir per manca de fons i només es va poder construir gràcies al llegat de Fernando Queipo de Llano.

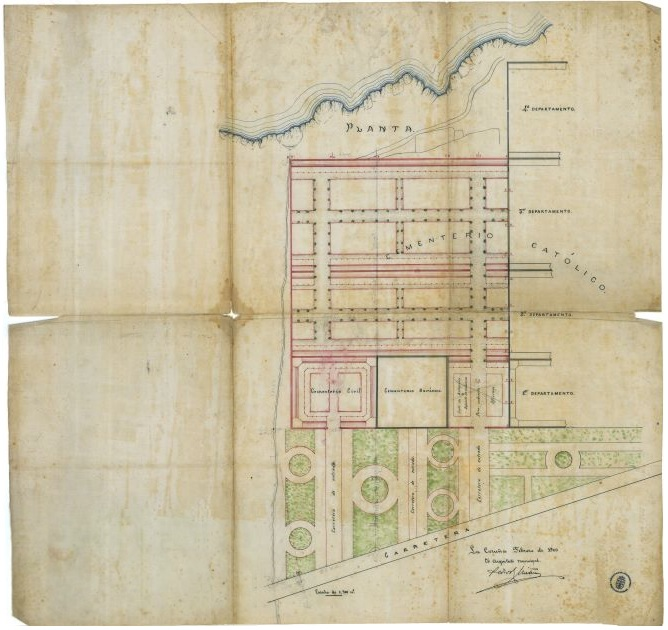
Plànol de l'any 1900.

L'any 1862 Faustino Domínguez Domínguez va dissenyar el gabinet d'autòpsia.
El cementiri britànic es va construir a partir de 1867 en uns terrenys comprats pel cònsol anglès a la ciutat William Congreve Cutliffe Brackerburry, que va ser el primer a ser enterrat allà. Tanmateix, ja l'any 1836 s'hi havia enterrat el cos d'un oficial del vaixell Endymion. El projecte va ser de Juan de Ciórraga i té un porxo de Faustino Domínguez Coumes-Gay.
El primer cementiri civil va aparèixer en l'ampliació de Juan de Ciórraga l'any 1882, però les males condicions i el poc espai del lloc van fer necessària la creació d'un nou cementiri. El projecte encarregat a l'arquitecte municipal Pedro Mariño va ser aprovat l'any 1901. El primer enterrament que es va fer al nou espai va ser el de l'advocat Arturo Casares Quiroga (1903). Amb l'arribada de la Segona República, el mur que separava el cementiri civil dels religiosos va ser enderrocat.
El 1931 el cementiri es va ampliar de nou segons el projecte d'Antonio Tenreiro.
L'any 1944 s'hi va inaugurar un mausoleu nazi que va acabar tenint setze tombes. Els cossos van ser traslladats al cementiri alemany de Cuacos de Yuste l'any 1982 i només en queden algunes restes de la construcció.
L'any 2012 el cementiri es va unir a l'Associació Europea de Cementiris Significatius (ASCE) i l'any següent es va incorporar a la Xarxa Europea de Cementiris.

## Persones il·lustres
Entre les persones enterrades al cementiri hi ha:

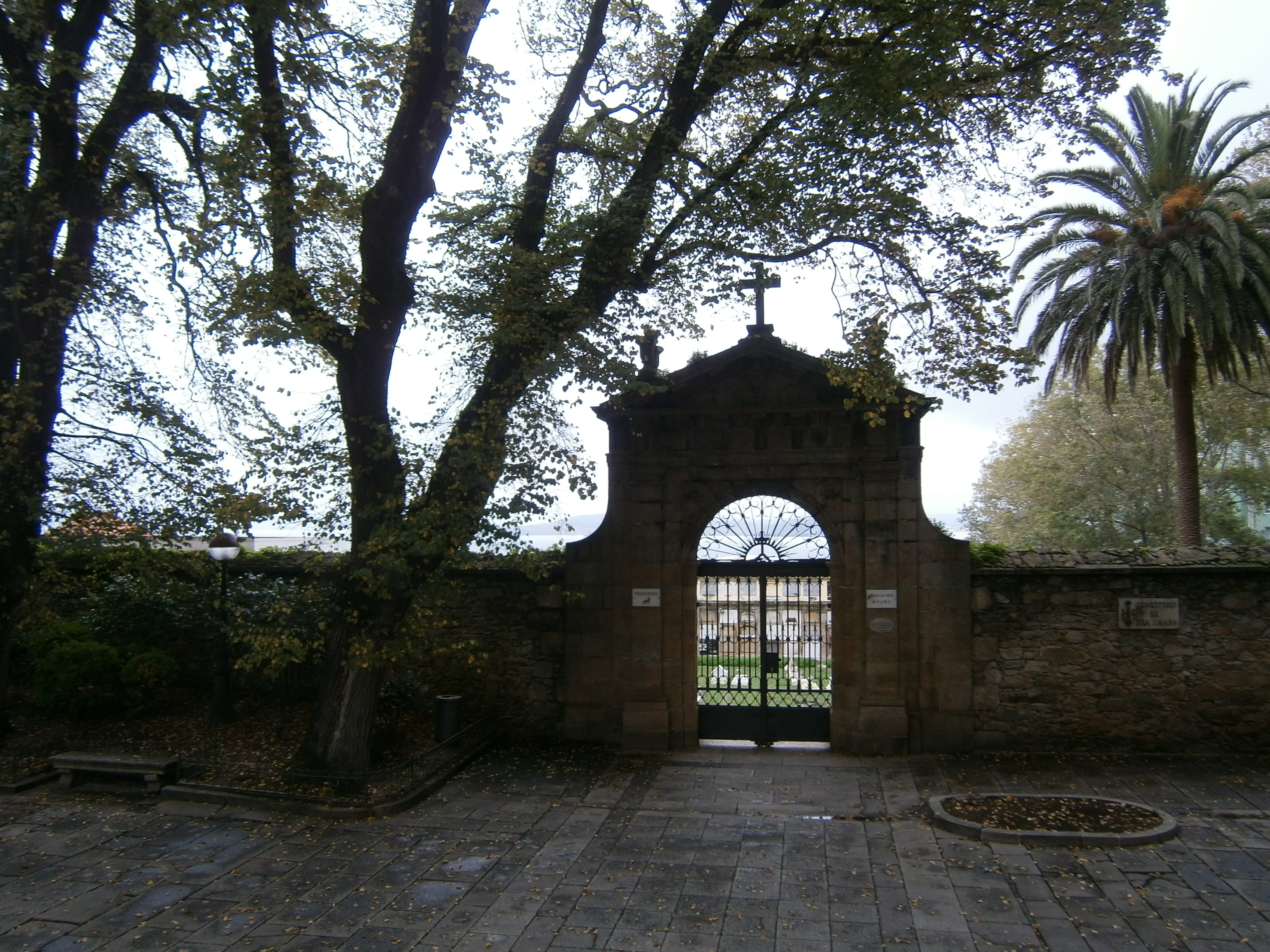
Entrada

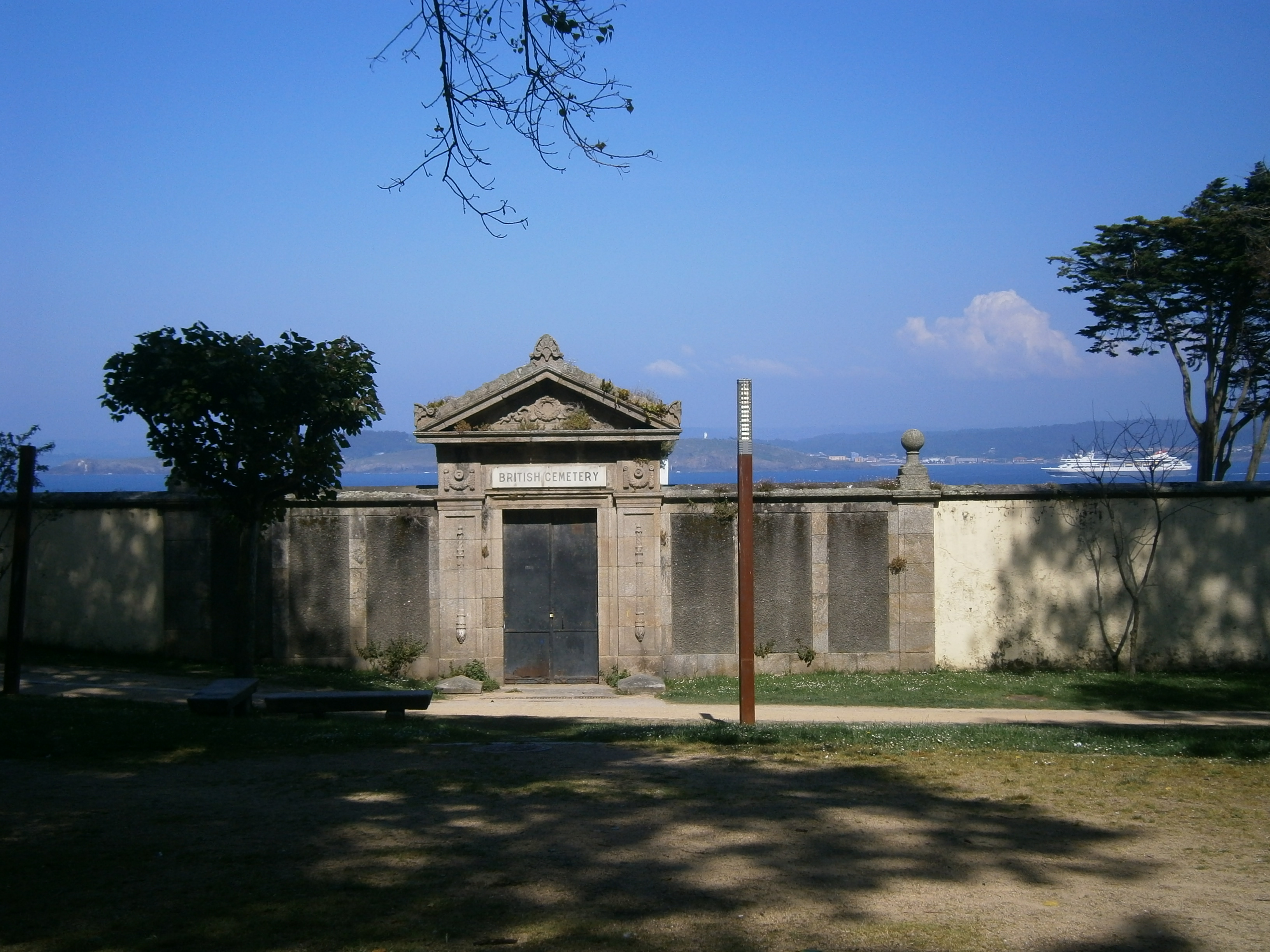
Façana del cementiri britànic

- Juana de Vega (1805-1872), escriptora.
- Marcial del Adalid (1826-1881), compositor musical.
- Francisco María de la Iglesia (1827-1897), escriptor.
- Víctor López Seoane (1832-1900), naturalista.
- Manuel Murguía (1833-1923), historiador.
- Eduardo Pondal (1835-1917), poeta.
- Juan de Ciórraga (1836-1891), arquitecte.
- Manuel Curros Enríquez (1851-1908), poeta i periodista.
- Francisco Tettamancy Gastón (1854-1921), escriptor.
- José Castro González, "Chané" (1856-1917), compositor.
- Uxío Carré Aldao (1859-1932), escriptor, editor, llibreter i acadèmic.
- Manuel Lugrís Freire (1863-1940), escriptor.
- Xosé Baldomir (1865-1947), compositor.
- Francisca Herrera Garrido (1869-1950), escriptora i acadèmica.
- Alejandro Pérez Lugín (1870-1926), periodista, escriptor i cineasta.
- Ovidio Murguía (1871-1900), pintor.
- Francisco Lloréns (1874-1948), pintor.
- Antón Villar Ponte (1881-1936), escriptor, periodista i intel·lectual.
- Amparo López Jean (1885-1942), activista gallega.
- Wenceslao Fernández Flórez (1885-1964), narrador, periodista i humorista.
- Eduardo Rodríguez-Losada (1886-1973), arquitecte i compositor musical.
- Rafael González Villar (1887-1941), arquitecte.
- Leandro Carré Alvarellos (1888-1976), escriptor.
- Pedro Barrié de la Maza (1888-1971), empresari.
- Ramón Villar Ponte (1890-1953), escriptor, periodista i intel·lectual.
- Santiago Rey Pedreira (1902-1977), arquitecte.
- Emilio González López (1903-1991), historiador i polític.
- Álvaro Cebreiro (1903-1956), dibuixant.
- Jenaro Marinhas del Valle (1908-1999), escriptor.
- Luís Seoane (1910-1979), editor, escriptor, periodista, gravador i pintor.
- Sergio Peñamaría de Llano (1914-2004), alcalde.
- Mariano Tudela (1925-2001), escriptor.
- Pucho Boedo (1929-1986), cantant i compositor.
- Jorge Víctor Sueiro (1934-1991), crític gastronòmic.
- Xohán Casal Pardo (1935-1960), escriptor.

També cal destacar els monuments als Màrtirs de la Llibertat, a les víctimes de la vaga general de 1901 i a les víctimes de l'accident aeri de Montrove de 1973.

## Galeria d'imatges

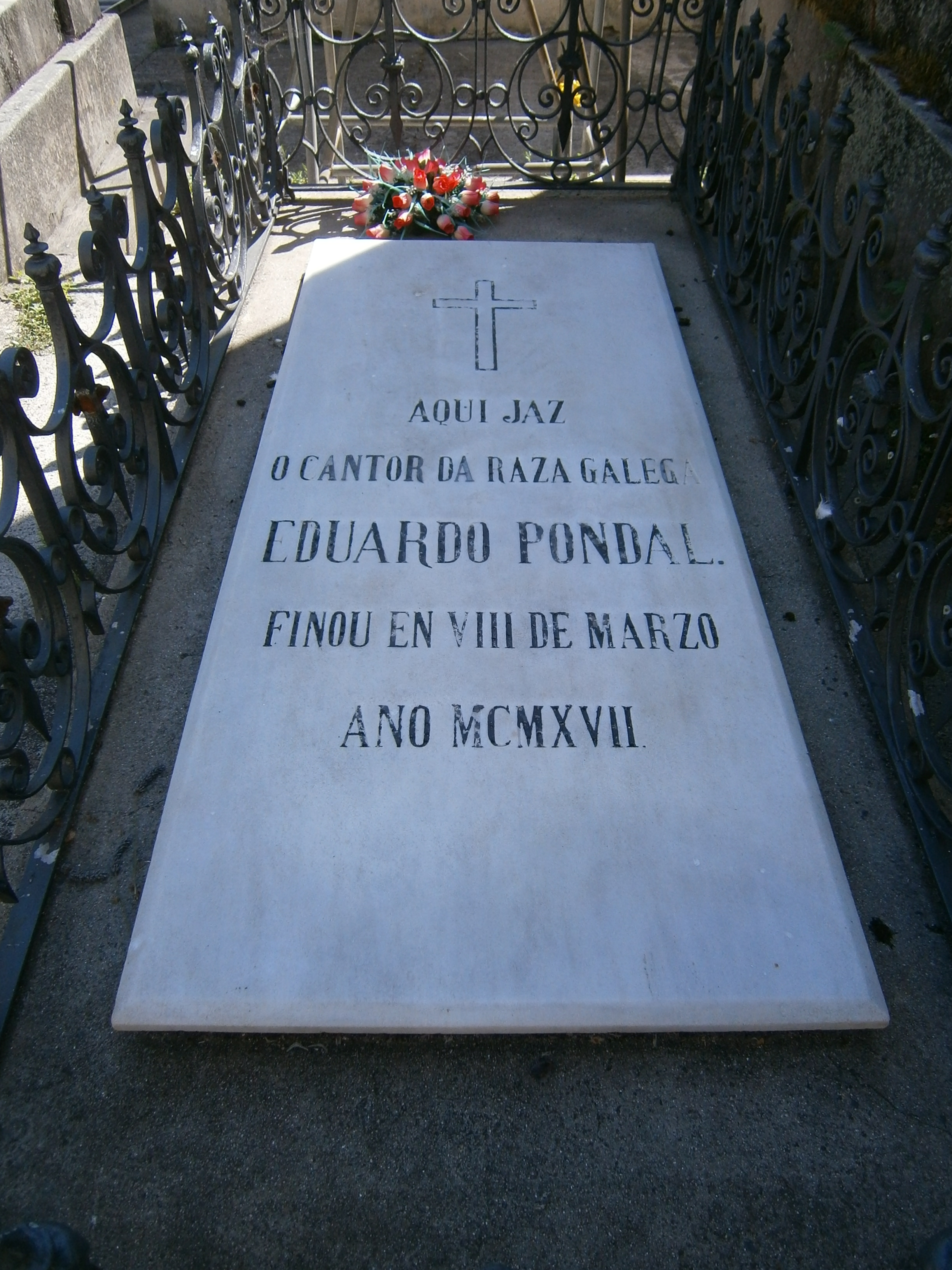
Eduardo Pondal.
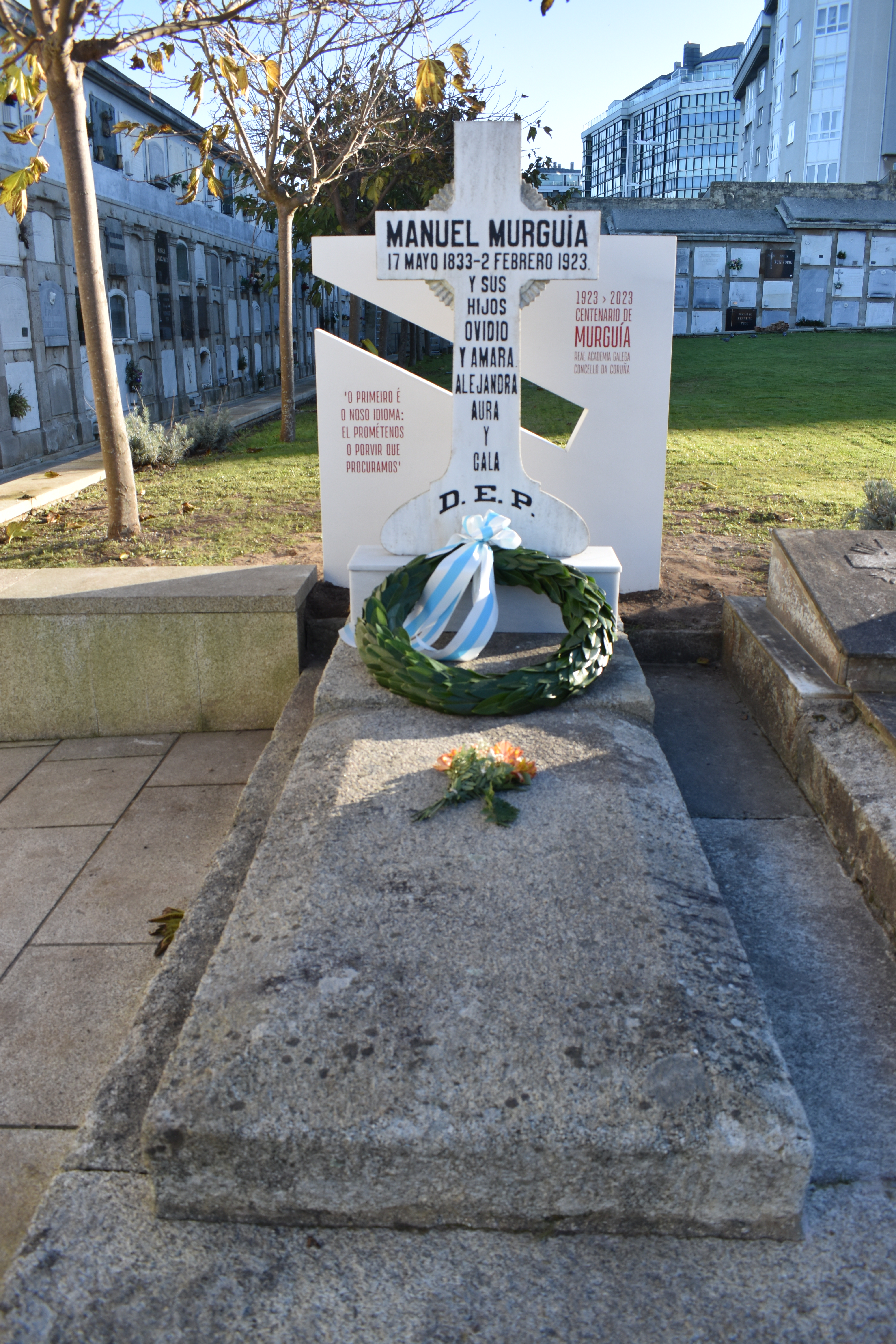
Manuel Murguía i els seus fills.
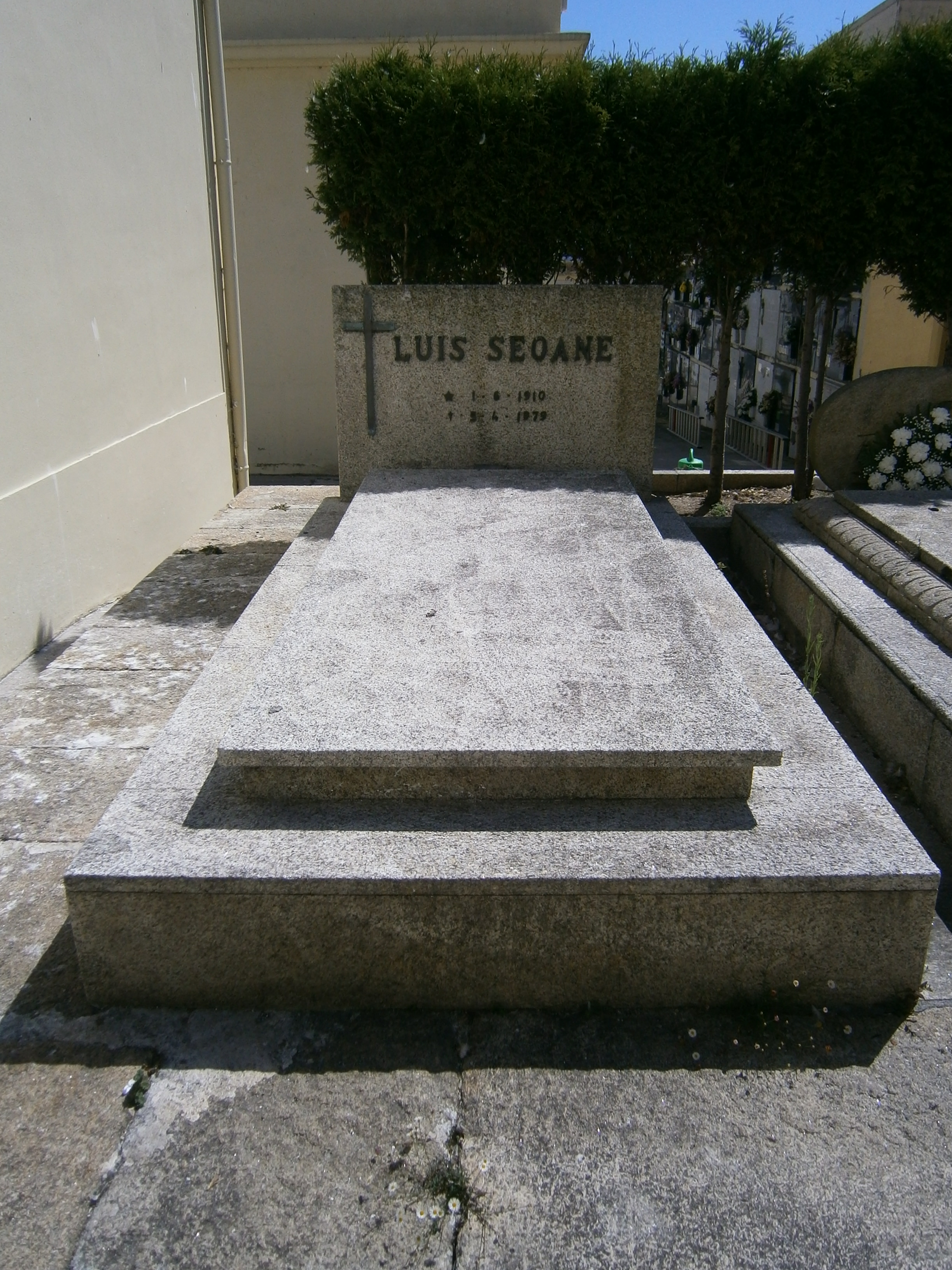
Luis Seoane.
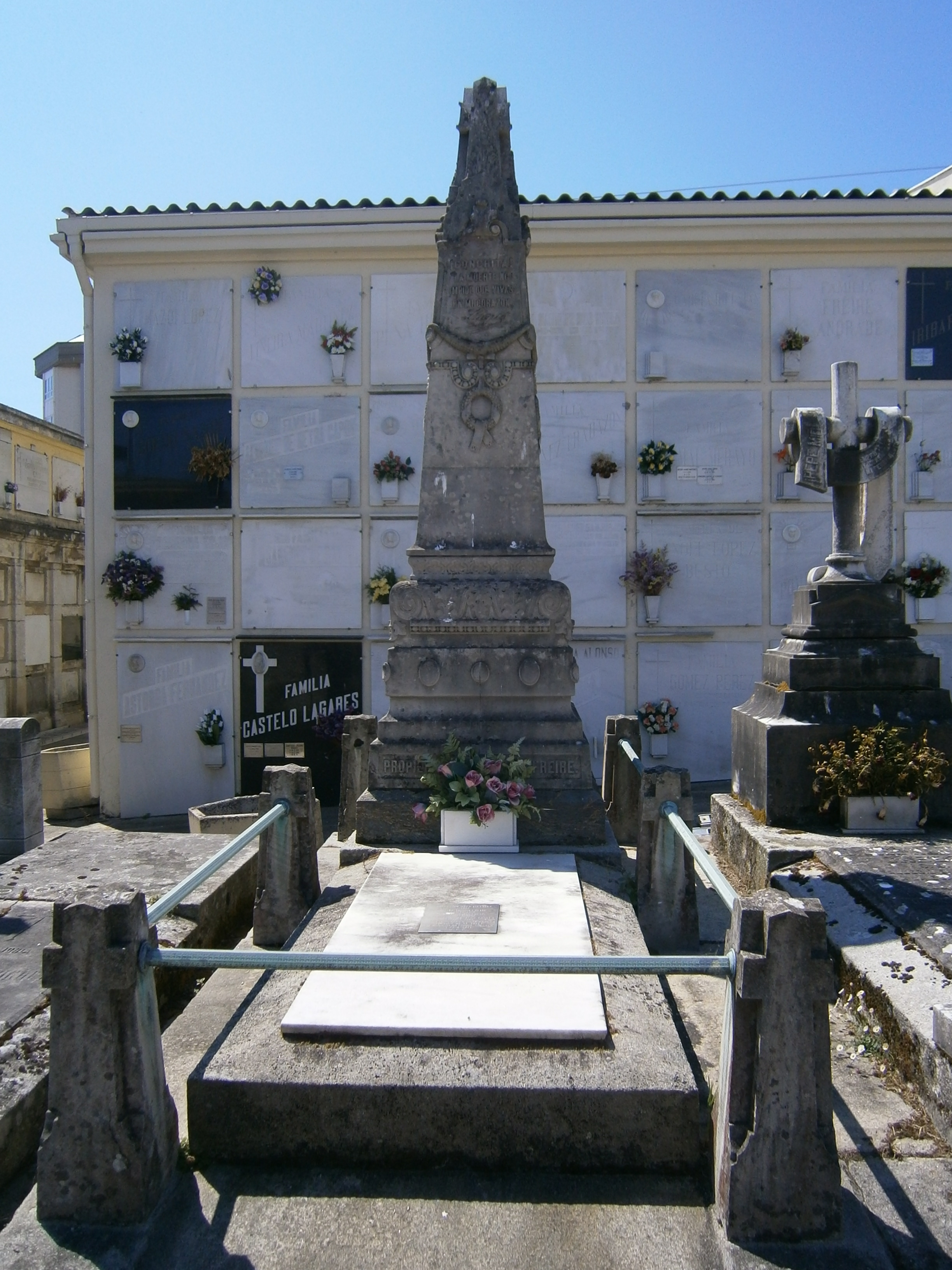
Manuel Lugrís Freire.
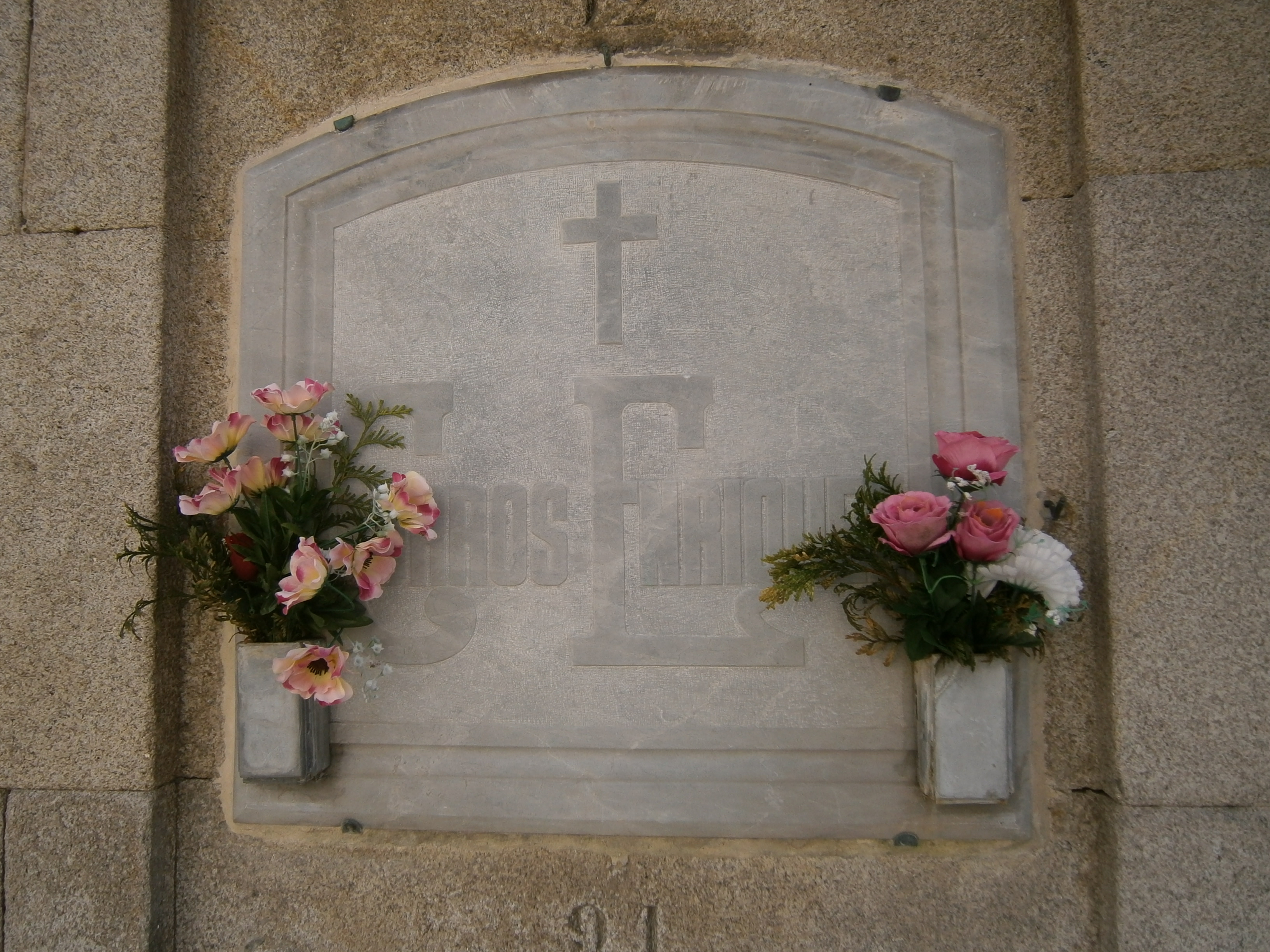
Manuel Curros Enríquez.
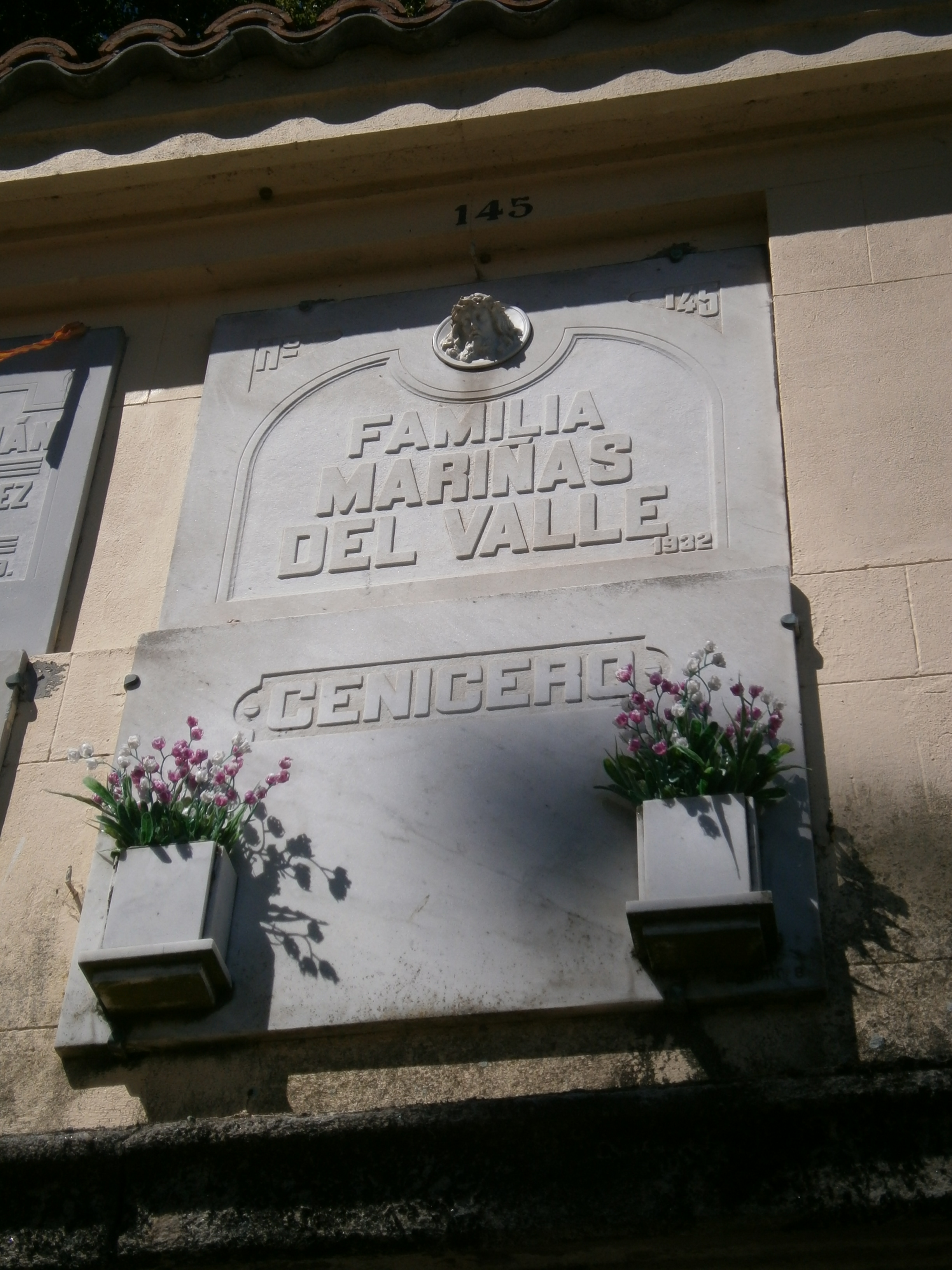
Jenaro Marinhas del Valle.
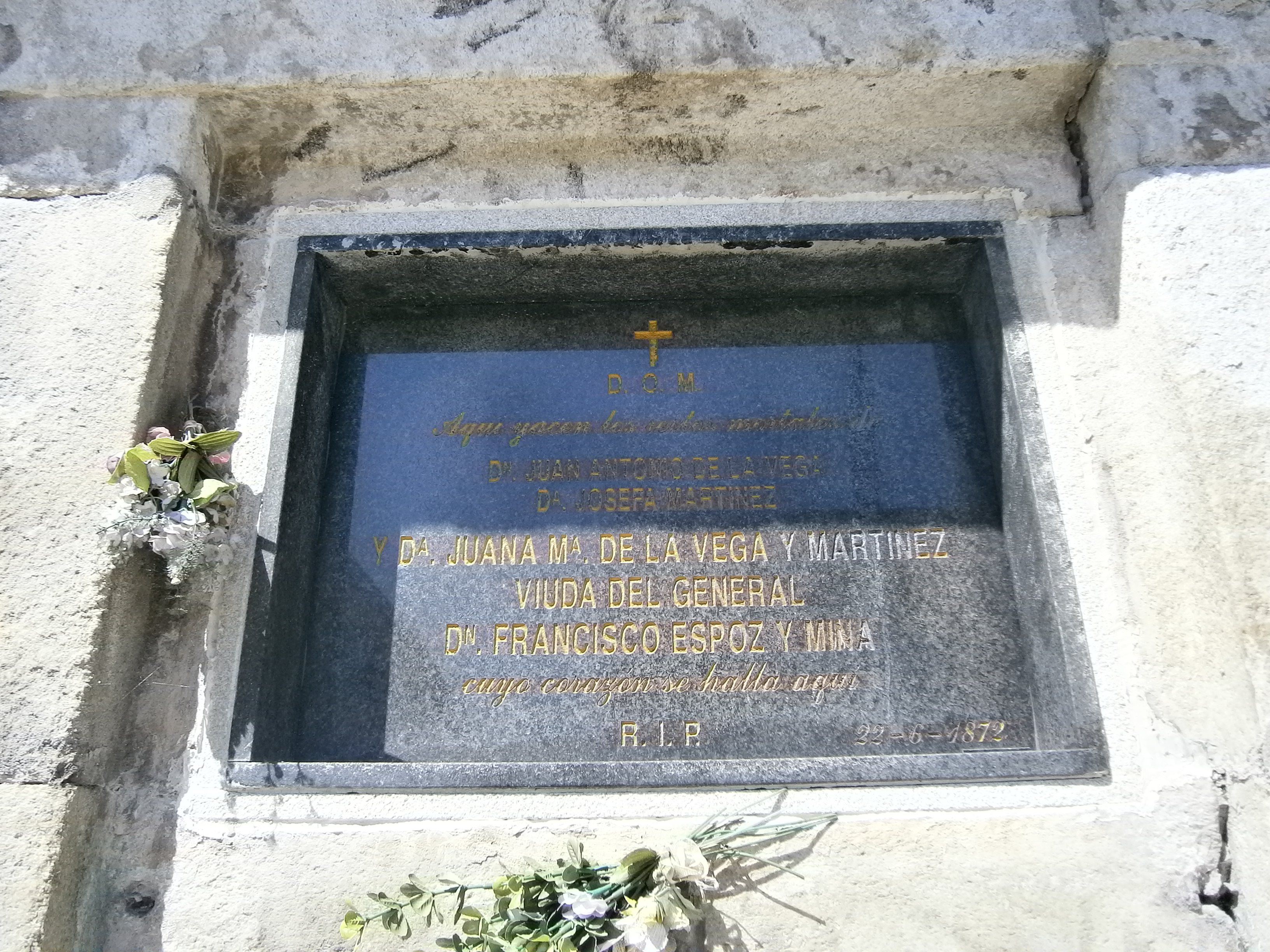
Juana de Vega i el cor del seu marit, Francisco Espoz y Mina.
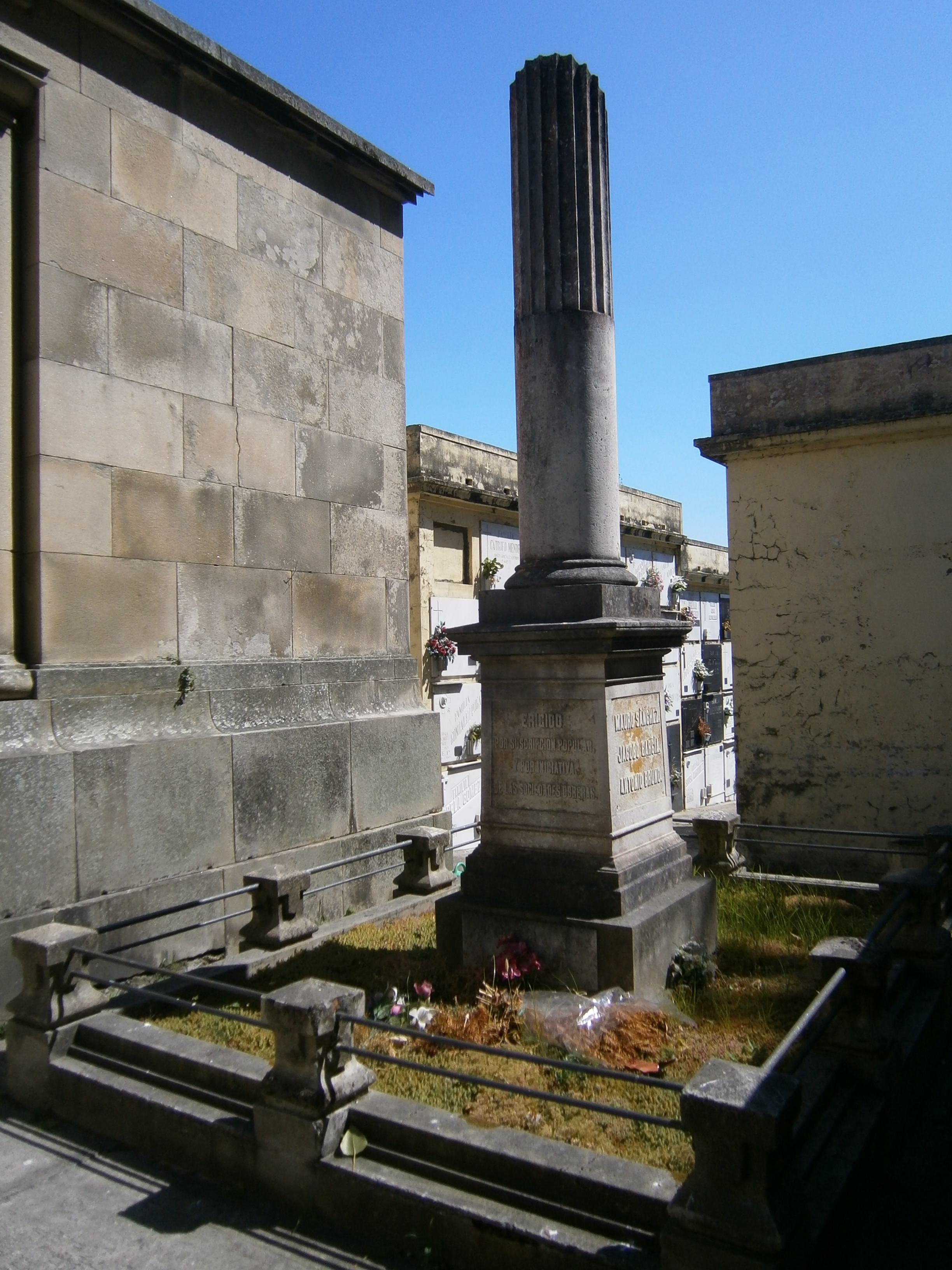
Monument a les víctimes de la vaga de 1901.
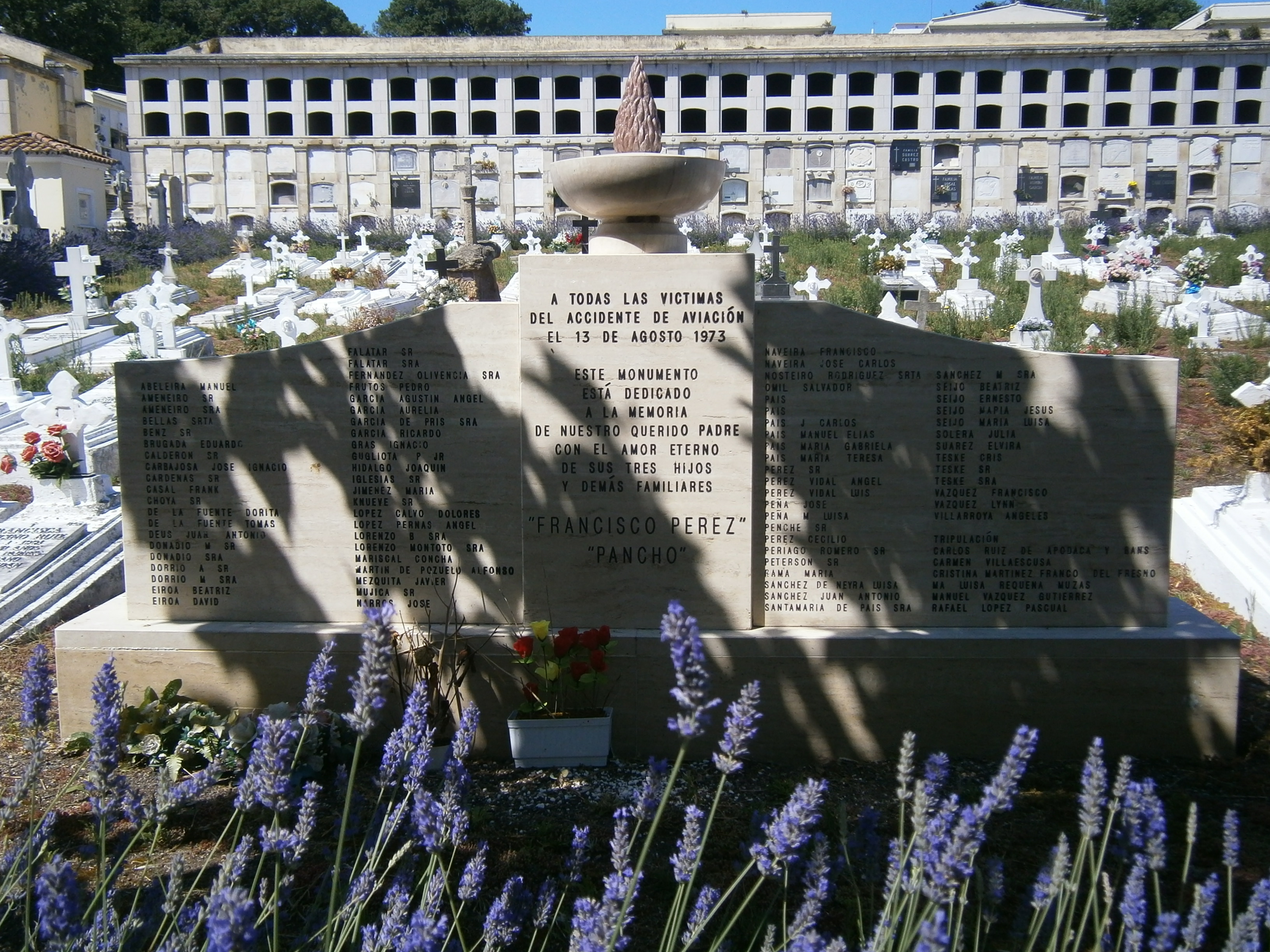
Monument a les víctimes de l'accident de Montrove.
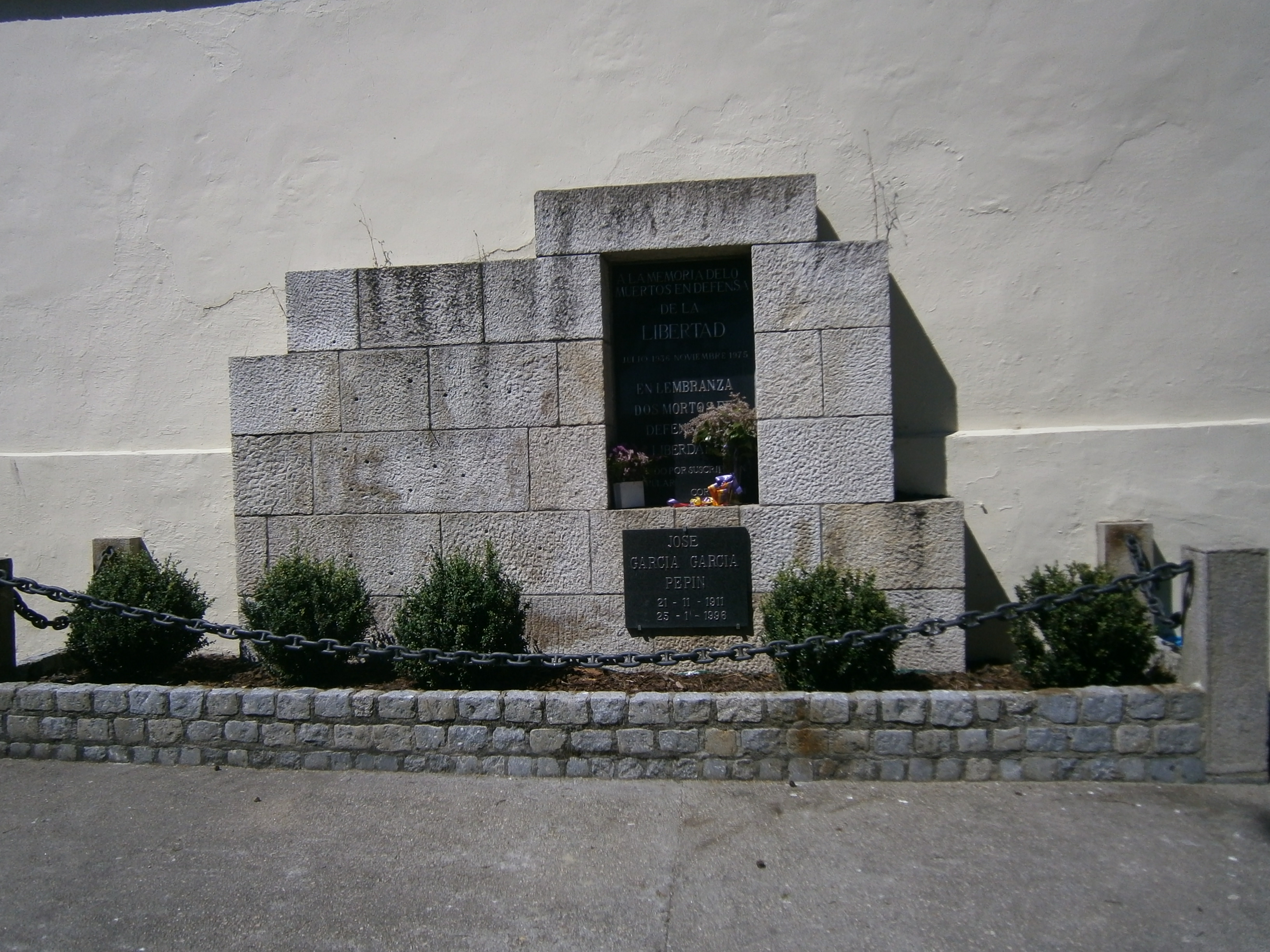
Monument als defensors de la llibertat al cementiri civil.